# Liste des ministres flamands de la Mobilité
Voici la liste des ministres de la Mobilité de Flandre depuis la création de la fonction en 1988.
| Titulaire | Titulaire          | Titulaire                   | Parti    | Mandat                                                         | Gouvernement | Portefeuille ministériel                                                                                       |
| --------- | ------------------ | --------------------------- | -------- | -------------------------------------------------------------- | --- | --- |
| 1         |                    | Johan Sauwens (1951-)       | VU       | 18 octobre 1988 – 21 janvier 1992 (3 ans, 3 mois et 3 jours)   | Geens IV | Ministre des Travaux publics et de la Circulation                                                              |
| 2         |                    | Theo Kelchtermans (1943-)   | CVP      | 21 janvier 1992 – 5 février 1992 (15 jours)                    | Van den Brande I | Ministre des Travaux publics, de l'Aménagement du territoire et des Transports                                 |
| (1)       |                    | Johan Sauwens (1951-)       | VU       | 5 février 1992 – 20 juin 1995 (3 ans, 4 mois et 15 jours)      | Van den Brande II | Ministre de la Circulation, du Commerce extérieur et de la Réforme de l'État                                   |
| (1)       | Van den Brande III | Johan Sauwens (1951-)       | VU       | 5 février 1992 – 20 juin 1995 (3 ans, 4 mois et 15 jours)      | Ministre de la Circulation, de la Mobilité, du Commerce extérieur et de la Réforme de l'État                                                                                      | |
| 3         |                    | Eddy Baldewijns (1945-)     | SP       | 20 juin 1995 – 28 septembre 1998 (3 ans, 3 mois et 8 jours)    | Van den Brande IV | Ministre des Travaux publics, des Transports et de l'Aménagement du territoire                                 |
| 4         |                    | Steve Stevaert (1954-2015)  | SP       | 28 septembre 1998 – 18 mars 2003 (4 ans, 5 mois et 18 jours)   | Van den Brande IV | Ministre des Travaux publics, des Transports et de l'Aménagement du territoire                                 |
| 4         | Dewael             | Steve Stevaert (1954-2015)  | SP       | 28 septembre 1998 – 18 mars 2003 (4 ans, 5 mois et 18 jours)   | Vice-Ministre-président et Ministre de la Mobilité, des Travaux publics et de l'Énergie                                                                                           | |
| 5         |                    | Gilbert Bossuyt (1947-)     | SP       | 18 mars 2003 – 20 juillet 2004 (4 ans, 5 mois et 18 jours)     | Dewael | Ministre de la Mobilité, des Travaux publics et de l'Énergie                                                   |
| 5         | sp.a               | Gilbert Bossuyt (1947-)     | Somers   | 18 mars 2003 – 20 juillet 2004 (4 ans, 5 mois et 18 jours)     | | Ministre de la Mobilité, des Travaux publics et de l'Énergie                                                   |
| 6         |                    | Kathleen Van Brempt (1969-) | sp.a     | 20 juillet 2004 – 13 juillet 2009 (4 ans, 11 mois et 23 jours) | Leterme | Ministre de la Mobilité, de l'Économie sociale et de l'Égalité des chances                                     |
| 6         | Peeters I          | Kathleen Van Brempt (1969-) | sp.a     | 20 juillet 2004 – 13 juillet 2009 (4 ans, 11 mois et 23 jours) | | Ministre de la Mobilité, de l'Économie sociale et de l'Égalité des chances                                     |
| 7         |                    | Hilde Crevits (1967-)       | CD&V     | 13 juillet 2009 – 25 juillet 2014 (5 ans et 12 jours)          | Peeters II | Ministre de la Mobilité et des Travaux publics                                                                 |
| 8         |                    | Ben Weyts (1970-)           | N-VA     | 25 juillet 2014 – 2 octobre 2019 (5 ans, 2 mois et 7 jours)    | Bourgeois | Ministre de la Mobilité, des Travaux publics, de la Périphérie bruxelloise, du Tourisme et du Bien-être animal |
| 8         | Homans             | Ben Weyts (1970-)           | N-VA     | 25 juillet 2014 – 2 octobre 2019 (5 ans, 2 mois et 7 jours)    | Vice-Ministre-président et Ministre de la Mobilité, des Travaux publics, de la Périphérie bruxelloise, du Tourisme, de la Politique étrangère, du Logement et du Bien-être animal | |
| 9         |                    | Lydia Peeters (1969-)       | Open Vld | 2 octobre 2019 – (5 ans, 5 mois et 13 jours)                   | Jambon | Ministre de la Mobilité et des Travaux publics                                                                 |